# Ron DeSantis
Ronald Dion "Ron" DeSantis, född 14 september 1978 i Jacksonville i Florida, är en amerikansk jurist och republikansk politiker. Han är guvernör i Florida sedan den 8 januari 2019. Han var ledamot av USA:s representanthus åren 2013–2018.
Efter att ha installerats som guvernör har DeSantis genomfört olika reformer med avseende på miljö, narkotikapolitik och statsbudgeten; han tilldelade 2,5 miljarder dollar för att återställa Everglades, pressade parlamentsledamöter i Florida att stödja bredare användning av medicinsk cannabis, stödde budgetökningar och utsåg flera demokrater till positioner i hans kabinett. Detta var saker som överraskade båda partierna och han fick även beröm från parlamentsledamöter och media.
DeSantis tillkännagav sin kandidatur för presidentvalet 2024 den 24 maj 2023.

## Biografi
DeSantis började studera vid Yale University hösten 1997. Han avlade en kandidatexamen (B.A.) i historia vid lärosätet 2001. Efter detta började han studera på juristprogrammet vid Harvard Law School (Harvard University) och tog en juristexamen (J.D.) 2005. DeSantis tjänstgjorde i auditörskåren i USA:s flotta från 2005, bland annat vid Guantánamobasen, från 2007 som rättslig rådgivare till SEAL Team One vilket även innebar tjänstgöring i Irak under truppförstärkningarna samma år (engelska: the surge) för vilken han erhöll en Bronze Star Medal. Vid återkomsten 2008 arbetade DeSantis för den federala åklagaren i Middle District of Florida. DeSantis var i aktiv militär tjänst fram till 2010 och kvarstod därefter som reservist i flottan.

## Politisk karriär
Kongressledamoten Cliff Stearns kandiderade inte till omval i kongressvalet 2012. DeSantis vann det efterföljande valet och efterträdde Stearns i USA:s representanthus i januari 2013 som ledamot från Florida.
Den 5 januari 2018 offentliggjorde DeSantis sin kandidatur till att bli republikanernas kandidat i guvernörsvalet 2018 i Florida. President Donald Trump gav sitt officiella stöd för DeSantis kampanj. Den 28 augusti 2018 vann DeSantis det republikanska primärvalet och blev partiets guvernörskandidat. I guvernörsvalet ställdes han mot demokraten Andrew Gillum. Under kampanjen sa DeSantis att hans motståndare Gillum hade en "långt vänster-socialistisk plattform". PolitiFact ansåg detta påstående vara falskt.
DeSantis avgick från sin roll som ledamot i representanthuset den 10 september 2018, för att fokusera på sin kandidatur till guvernör.
Han skrev på en så kallad "executive order" på 2,5 miljarder dollar för att finansiera restaureringen av Everglades.

## Privatliv
År 2010 gifte han sig med Casey Black. Paret har tre barn tillsammans.